# Jules de Burlet
Jules Philippe Marie de Burlet (Ixelles, Bèlgica, 10 d'abril de 1844 - Nivelles, Bèlgica, 1 de març de 1897) va ser primer ministre de Bèlgica entre 1894 i 1896.